# Guerre et amour sur Krynn
 (août 2017).
Si vous disposez d'ouvrages ou d'articles de référence ou si vous connaissez des sites web de qualité traitant du thème abordé ici, merci de compléter l'article en donnant les références utiles à sa vérifiabilité et en les liant à la section « Notes et références ».
Guerre et amour sur Krynn est un recueil de nouvelles de fantasy publié par TSR, Inc. en 1987. Ce recueil a été publié sous le nom de marque Lancedragon et prend place dans le monde imaginaire de Krynn.  C'est le neuvième roman de la série Lancedragon à être publié originellement aux Etats-Unis (le 27ème dans la collection fleuve noir), et c'est le troisième dans la série des Contes de Lancedragon. Les deux autres livres de la série sont Les Sortilèges de Krynn et Les Petits Peuples de Krynn.  Contrairement aux précédents romans de Lancedragon publiés jusque-là, les livres de la série Contes de LanceDragon ne suivent pas exclusivement un groupe de personnage, mais plutôt une variété parmi l'étendue du monde disponible.

## Liste des nouvelles
Le livre contient une compilation de 9 petites histoires (10 dans la version anglaises du livre) de plusieurs auteurs, et se déroule dans le monde imaginaire de Krynn :

### L'Histoire du bon chevalier
L'auteur de cette nouvelle est Harold Bakst. 
C'est une histoire raconté par un Chevalier de Somlamnie à propos d'un père égoïste, Aron, qui surprotège sa fille, Petal, et qui conduit à lui briser le coeur.

### La Vision d'un peintre
Les auteurs de cette nouvelle sont Barbara Siegel et Scott Siegel.
Lorsque Seron, un artiste passionné, meurt dans un incendie accidentel, sa veuve Kyra trouve la force d'honorer sa mémoire à travers une peinture. Kyra entretient une relation étrange avec un dragon nommé Tosch qui s'était lié d'amitié avec son mari avant de mourir.

### La Poursuite de la destinée
L'auteur de cette nouvelle est Nick O'Donohoe.
C'est l'histoire d'un mort vivant qui hante la forêt de Darken Wood ainsi que du Cerf blanc, dans une interprétation différente par Donohoe de l'évènement qui prend place dans le roman Dragons d'un crépuscule d'automne.

### Cache-cache
L'auteur de cette nouvelle est Nancy Varian Berberick.
Débute avec un garçon prisonnier, nommé Keli, qui a été capturé par un homme nommé Tigo ainsi qu'un goblin nommé Staag, en même temps que Tasslehoff Raclepieds. Ils sont secourus plus tard par les Compagnons.

### By the Measure
L'auteur de cette nouvelle est Richard A. Knaak.
Le chevalier Solamnique, Garrick, est coincé derrière les lignes ennemies durant la guerre de la lance. Comme l'organisation des Chevaliers devient de plus en plus politique, il se bat contre les anciens standards du code et de la mesure. Cette histoire est présente dans le livre anglais, mais a été supprimé lors de la traduction du livre.

### Les Exilés
Les auteurs de cette nouvelle sont Paul B. Thompson et Tonya C. Cook. C'est une histoire de l'enfance de Sturm de Lumlane lorsqu'il est forcé avec sa mère à fuir la Solamnie après la révolte des paysans. Ils prennent un bateau pour voguer vers de nouveaux horizons, mais ils sont accostés par un autre bateau qui vient d'une île appelé Kernaffi. Ils se retrouvent prisonniers et enfermés par un vampire puis doivent se battre pour survivre.

### Le Cœur de Lunedor
Les auteurs de cette nouvelle sont Laura Hickman et Kate Novak. Rivebise, un enfant d'une tribu pauvre des Que-Shu, est l'un des nombres hommes en concurrence pour escorter Lunedor, la princesse Que-Shu, au temple des "nouveaux dieux" pour voir ses ancêtres et apprendre d'eux. Mais Rivebise et son père vénèrent les anciens dieux ce qui fait d'eux des hérétiques.  Rivebise gagne la compétition pour escorter Lunedor avec une autre personne. Là-bas, Lunedor et Rivebise apprendront la trahison ainsi que la vraie nature des "nouveaux" et des "anciens" dieux.

### Raistlin's Daughter
Les auteurs de cette nouvelle sont Margaret Weis et Dezra Despain. La légende de la fille de Raistlin. Une étrange femme entre dans une auberge où soupent Caramon et Raistlin. Elle est prise à partie par les locaux alors que les jumeaux prennent sa défense. Elle lance une étrange sort sur Raistlin, et il n'y qu'une façon pour qu'il s'en sorte avec elle. Cette histoire est présente dans le livre anglais, mais a été supprimé lors de la traduction du livre. Il est possible de la retrouver dans le roman Deuxième Génération.

### L'Argent et l'acier
L'auteur de cette nouvelle est Kevin Randle. C'est l'histoire de la bataille finale d'Huma contre les forces de la reine des ténèbres.

### Les Songes de Tanis Demi-Elfe
L'auteur de cette nouvelle est Michael Williams. Une partie du siège de Palanthas raconté par un jeune chevalier de Solamnie alors qu'il communique par lettre avec son frère qui se trouve à l'infirmerie. Il compare les attitudes à l'égard des batailles et de la guerre entre les fantassins qui font le sale boulot et les chevaliers qui les mènent.